# Qanavat
Qanavāt (farsi قنوات) è una città dello shahrestān di Qom, circoscrizione Centrale, nella provincia di Qom in Iran. Aveva, nel 2006, una popolazione di 7.693 abitanti. 